# Pandaros (spons)
Pandaros is een geslacht van sponsdieren uit de klasse van de Demospongiae (gewone sponzen).

## Soort
- Pandaros acanthifolium Duchassaing & Michelotti, 1864